# 渡辺孟次
渡辺 孟次（わたなべ たけじ、1913年7月12日 - 2005年4月2日）は、日本の経営者。共同通信社社長を務めた。

## 来歴・人物
東京都出身。1938年に日本大学を中退し、同盟通信社での勤務を経て、1945年に共同通信社に入社。1968年6月に常務理事に就任し、1974年6月に専務理事を経て、1978年6月に社長に就任。1985年6月に相談役に就任し、1987年6月には顧問に就任。
1984年11月に勲一等瑞宝章を受章。
2005年4月2日老衰のために死去。91歳没。